# 非洲睡鼠属
非洲睡鼠属（学名：Graphiurus）是啮齿目睡鼠科的一个属，广泛分布于撒哈拉以南非洲，包含以下14种：
- 克里斯蒂睡鼠（Graphiurus christyi）
- 弘尾睡鼠（Graphiurus crassicaudatus）
- 安哥拉睡鼠（Graphiurus hueti）
- 卡伦睡鼠（Graphiurus kelleni）
- 扎伊尔睡鼠（Graphiurus lorraineus）
- 小睡鼠（Graphiurus microtis）
- 莫氏睡鼠（Graphiurus monardi）
- 非洲睡鼠（Graphiurus murinus）
- 黑白睡鼠（Graphiurus ocularis）
- 尼日尔睡鼠（Graphiurus olga）
- 小非洲睡鼠（Graphiurus parvus）
- 岩睡鼠（Graphiurus platyops）
- 乡村睡鼠（Graphiurus rupicola）
- 聋睡鼠（Graphiurus surdus）